# 4. Jahrtausend v. Chr.
Portal Geschichte | Portal Biografien | Aktuelle Ereignisse | Jahreskalender | Tagesartikel

◄ |
5. Jahrtausend v. Chr. |
4. Jahrtausend v. Chr. | 3. Jahrtausend v. Chr.  | ► 

40. Jh. v. Chr. |
39. Jh. v. Chr. |
38. Jh. v. Chr. |
37. Jh. v. Chr. |
36. Jh. v. Chr. |
35. Jh. v. Chr. |
34. Jh. v. Chr. |
33. Jh. v. Chr. |
32. Jh. v. Chr. |
31. Jh. v. Chr.
Das 4. Jahrtausend v. Chr. beschreibt den Zeitraum von 4000 v. Chr. bis 3000 v. Chr. Es brachte große Veränderungen im menschlichen Kulturgeschehen. In ihm erfolgte der Übergang zur Bronzezeit (in Palästina ab 3300 v. Chr.) und die Einführung der Schrift. Es entstanden die Stadtstaaten von Sumer und das Königreich von Ägypten, die beide eine vorrangige Entwicklung nehmen sollten. Die Landwirtschaft breitete sich über weite Teile Eurasiens aus. Die Weltbevölkerung verdoppelte sich im Verlauf des Jahrtausends von 7 auf 14 Millionen Menschen.

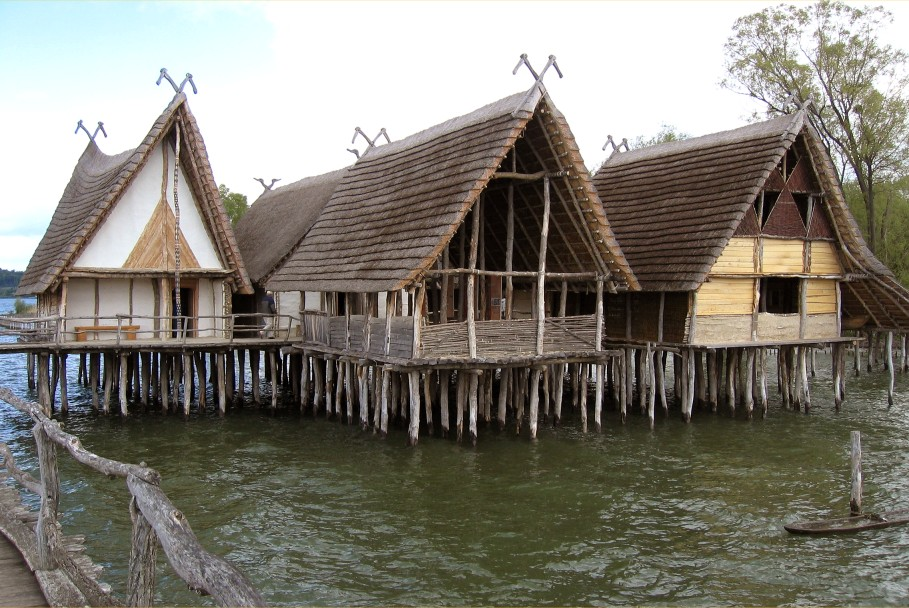
Rekonstruktion von Pfahlbauten der Jungsteinzeit

## Zeitalter/Epochen
- Atlantikum (7270 bis 3710 v. Chr.).
- Subboreal (3710 bis 450 v. Chr.).
- Mitteleuropa: archäologische Kulturen des Jungneolithikums (4400 bis 3500 v. Chr.) und Spätneolithikums (3500 bis 2800 v. Chr.).
- Nordeuropa: Nordisches Mittelneolithikum (3300 bis 2350 v. Chr.).
- Um 3300 v. Chr. Einsetzen der Bronzezeit in Palästina und generell im Gebiet des Fruchtbaren Halbmonds.

## Kalender und Zeitrechnung

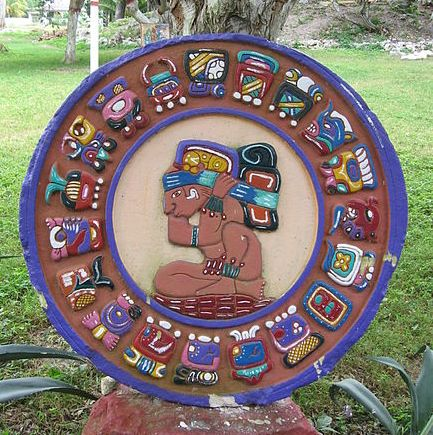
Haab-Kalender der Maya

- 1. Januar 4000 v. Chr.: Beginn der Zeitrechnung im Kalender der Freimaurer – Jahr 0 AL (Anno Lucis).
- 18. März 3952 v. Chr.: Schöpfungstag gemäß den Abschätzungen Beda Venerabilis'
- 3950 v. Chr.: Schöpfungsjahr gemäß der Chronologie von Joseph Justus Scaligers
- 3929 v. Chr.: Schöpfungsjahr gemäß den Berechnungen von John Lightfoot.
- 7. Oktober 3761 v. Chr.: Beginn des hebräischen Kalenders aus dem 12. Jahrhundert.
- 21. Juni 3507 v. Chr.: Beginn der Kalenderrechnung der Aymara.
- 11. bzw. 13. August 3114 v. Chr.: Schöpfungstermin laut Kalender der Maya. Tag 0 in der langen Zählung (13.0.0.0.0).
- Mitternacht, 18. Februar 3102 v. Chr.: Nach Berechnungen des indischen Mathematikers Aryabhata aus dem 6. Jahrhundert setzt mit dem Nirwana Krishnas das Kali-Yuga ein. Die im Mahabharata geschilderten Ereignisse fanden somit um 3137 v. Chr. statt.

## Umwelt und Klima

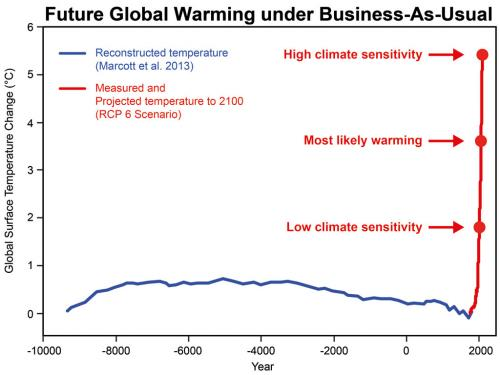
Globale Durchschnittstemperaturen der letzten 10.000 Jahre nach Marcott et al., 2013 (ganz rechts im Diagramm sind die durch die globale Erwärmung bis zum Ende des 21. Jahrhunderts möglichen Temperaturen eingezeichnet)

- Der Meeresspiegel erreicht nahezu sein heutiges Niveau (um 2 bis 1 Meter niedriger), 120 bis 130 Meter über dem Minimum der Würm-Kaltzeit.
- 4000 bis 3000 v. Chr.:
  - Die globalen Jahresdurchschnittstemperaturen unterschieden sich nur geringfügig von den Temperaturen in der Normalperiode von 1961 bis 1990.[1]
  - Die Nordsee erlebt einen Meeresspiegelrückgang bzw. -stillstand. Im Ostseeraum etabliert sich das Littorinameer.
  - Der west- und mitteleuropäische Eichenmischwald verändert sich in seiner Zusammensetzung, Ulmen und Linden werden sukzessive durch Buchen und Hainbuchen ersetzt.
- Um 4000 v. Chr.: Der Tschadsee erlangt mit 1 Million Quadratkilometer ein temporäres Maximum seiner Ausdehnung (das 440-fache seiner heutigen Oberfläche), mit Tiefen größer als 65 Meter. Ab diesem Zeitpunkt beginnt jedoch ein unaufhaltsamer Rückgang.
- 3900 bis 3780 v. Chr.: Piora-Schwankung I bzw. Rotmoos-Schwankung I oder engl. 5.9 kiloyear event.[2] Eindeutige Abkühlung auf der Südhalbkugel.
- Um 3650 v. Chr.: Dürreperiode im Ägäisraum und Ende der afrikanischen Feuchtigkeitsperiode.
- 35. Jahrhundert v. Chr.: Ende des neolithischen Subpluvials. Die Sahara verwandelt sich allmählich in die heutige Wüstenlandschaft.
- 3500 bis 3110 v. Chr.: Piora-Schwankung II bzw. Rotmoos-Schwankung II. Gletscherhochstand in den Alpen.
- 32. Jahrhundert v. Chr.: Die Untersuchungen des Glaziologen Lonnie G. Thompson von der Ohio State University deuten auf einen bedeutenden, globalen Klimaumschwung, der wahrscheinlich durch eine verminderte Sonnenaktivität verursacht wurde. Diese These wird durch folgende Punkte gestützt:
  - Eisbohrkerne aus Grönland und aus der Antarktis erreichen ihren niedrigsten Methangehalt.
  - Jahresringe von Bäumen aus Irland und England belegen eine Dürreperiode.
  - Eisvorstoß an der Quelccaya-Eiskappe in den Anden Perus. Pflanzen werden vom Eis eingeschlossen.[3]
  - Bohrkerne aus Seen in Südamerika zeigen drastische Änderungen in der Pollenzusammensetzung.
- Um 3150 v. Chr.: Eventueller Meteoriteneinschlag des so genannten Tollmann-Ereignisses.
- 3050 v. Chr.: Der älteste lebende Baum der Welt, eine Langlebige Kiefer (Pinus longaeva), beginnt in den White Mountains Kaliforniens zu wachsen.

## Kulturelle Entwicklungen
- Ausbreitung der Trichterbecherkultur (TBK) im nördlichen Mitteleuropa und Südskandinavien.
- Diffusion der westeuropäischen Megalithkultur nach Mitteleuropa (z. B. Michelsberger Kultur, Walternienburg-Bernburger Kultur, Wartberg-Kultur) und schließlich Vereinigung mit der Trichterbecherkultur.
- Ausbreitung von Feuchtbodensiedlungen an den Ufern nordalpiner Seen (an norditalienischen Seen schon im 5. Jahrtausend v. Chr.)
- Austronesier setzen während des Jahrtausends vom chinesischen Festland nach Taiwan über.

## Ereignisse

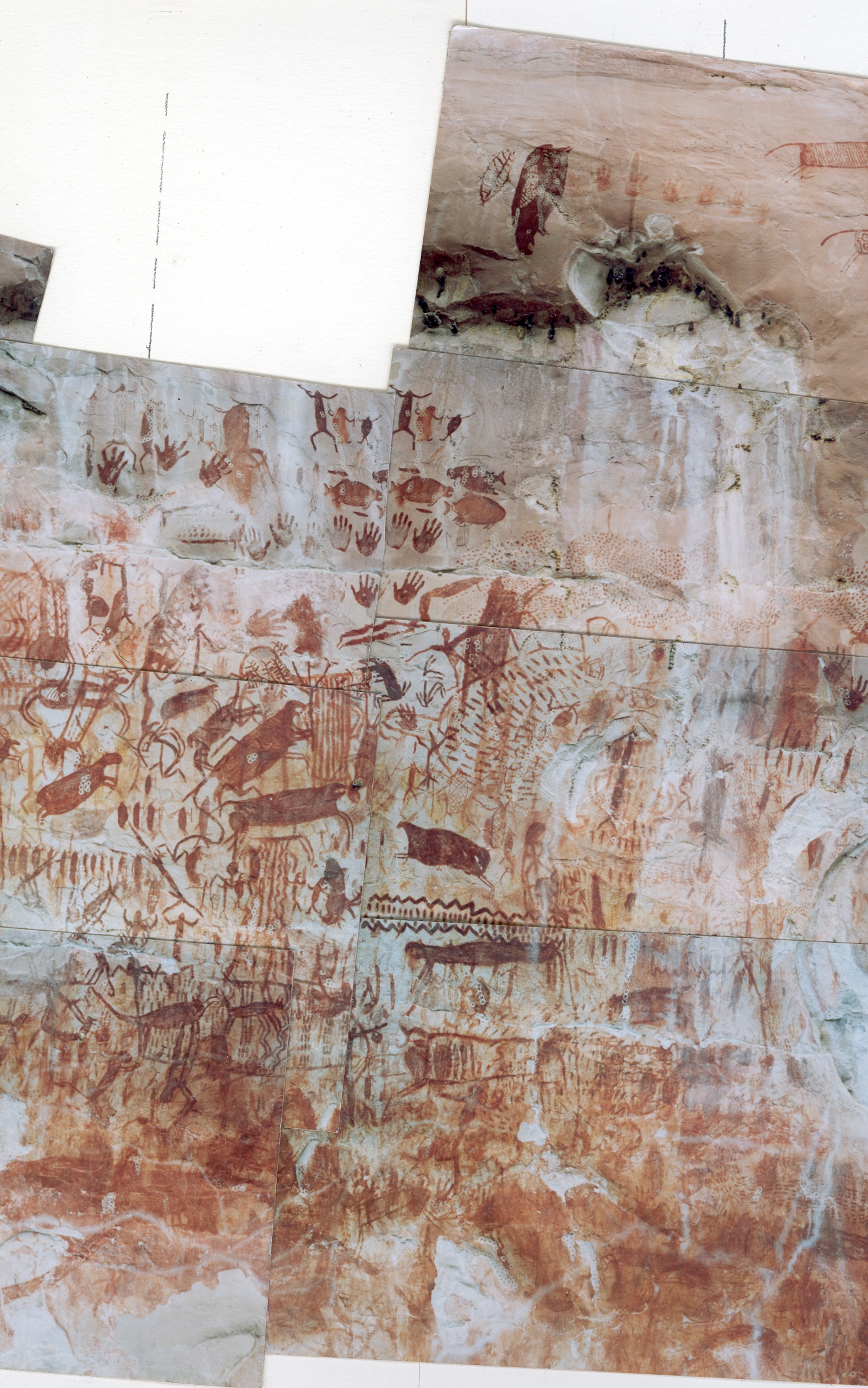
Petroglyphen von Chiribiquete

- 6500 bis 3500 v. Chr.: Höhlenmalereien der Arte esquemático in der Höhle Roca dels Moros bei Cogul in Katalonien.
- 4000 bis 3000 v. Chr.: Bau am Tempel des Enki E-abzu in Eridu – Phasen Eridu 11 bis Eridu 2, Lagen XI bis I.
- Um 4000 v. Chr.:
  - Im englischen Plumstead, einem Vorort Londons, wird zum Überqueren eines Sumpfgebiets der Belmarsh Trackway angelegt. Dieser hölzerne Bohlenweg gilt als älteste bisher bekannte Wegekonstruktion.
  - Beginn der iberischen Zivilisation. Die Iberer waren wahrscheinlich von Nordafrika oder vom östlichen Mittelmeerraum aus eingewandert.
  - Erstbesiedlung von Thera (Santorin), die wahrscheinlich von Kreta aus erfolgte.
- 3838 v. Chr.: Im Gebiet der heutigen Grafschaft Somerset in England wird der Post Track gebaut – ein hölzerner Bohlenweg, der durch das Moor der Somerset Levels führt.[4]
- 3807/3806 v. Chr.: Der Post Track wird weitestgehend durch den 1970 entdeckten, fast 2000 Meter langen Sweet Track ersetzt. Dessen Bauzeit wurde dendrochronologisch anhand der Jahresringe der verwendeten Baumstämme datiert.[5]
- Um 3800/3500 v. Chr.:
  - Massengräber in Tell Brak sowie Brandspuren und Wurfgeschosse um 3500 v. Chr. in Tell Hamoukar deuten auf kriegerische Auseinandersetzungen.
- 3794 v. Chr.: In Kolumbien erste amerikanische Funde von Keramik in der Nähe von Puerto Hormiga (Bolívar). In Puerto Badel bei Arjona entsteht im 31. Jahrhundert v. Chr. die erste Siedlung.
- Um 3600 v. Chr.:
  - In Kolumbien erste Höhlenmalereien im Chiribiquete-Nationalpark (Caquetá).
  - Beginn der Tempelphase auf Malta. Der Ġgantija Tempelkomplex auf Gozo ist die älteste freistehende Tempelanlage und das älteste religiöse Bauwerk der Welt.
- 3600 bis 3200 v. Chr.: Auf Malta Baubeginn am ersten Tempel des Sonnentempels von Mnajdra. Seine Steinbänke und Steintische unterscheiden ihn von anderen europäischen Megalithanlagen.
- 3600 bis 3000 v. Chr.: Auf Malta Bau der Tempelanlagen von Ta’ Ħaġrat und Kordin III.
- Um 3500 v. Chr.:
  - Einsetzen der Indus-Kultur mit erstem Gußmetall bei Mohenjo-Daro. In Harappa beginnt die Bronzezeit um 3300 v. Chr.
  - Domestizierung des Lamas auf der Puna und in der südlichen Küstenebene Perus. Dort auch Anbau von Baumwolle, Erstellung von Fischernetzen und Webstoffen in Köperbindung.
- Um 3300 v. Chr.: Entstehung städtischer Zentren und Stadtstaaten mit Großarchitektur, Kunst und Schrift, das sumerische Uruk als erster Vertreter.
- 3300 bis 2900 v. Chr.: Bau am Sonnenobservatorium bzw. Ganggrab von Newgrange in Irland.
- Um 3200 v. Chr.: Erstmaliger Anbau von Mais in Südamerika.
- Um 3100 v. Chr.: In Mesopotamien erfolgt die Gründung von Kiš.
- Um 3085 v. Chr.: Im prädynastischen Ägypten bildeten sich zwei Königreiche, Unterägypten im Nildelta und Oberägypten im Niltal. Zum Ende des 4. Jahrtausends werden beide Königreiche um 3085 v. Chr. von Pharao Narmer/Menes vereinigt, Gründung von Memphis als Hauptstadt. Das ägyptische Reich dehnt sich bis zum Sinai aus. Die Herrscher lassen sich in Mastabas, den Vorläufern der Pyramiden, bestatten.

## Wichtige Personen

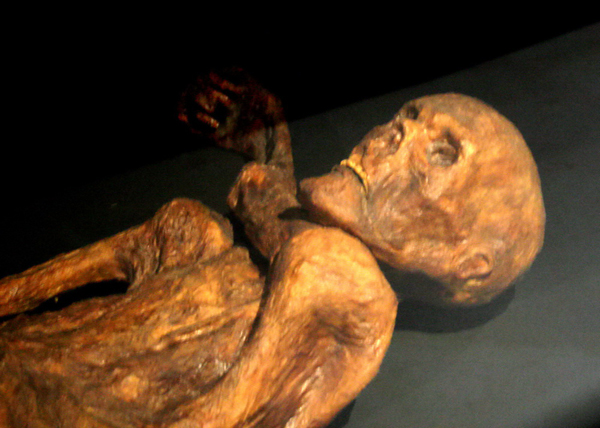
Gletschermumie „Ötzi“ (Rekonstruktion im Musée de Préhistoire de Quinson, Alpes-de-Haute-Provence, Frankreich)

- Ötzi, der Mann vom Tisenjoch (um 3340 v. Chr.)
- Fu Xi (chinesisch 伏羲, Pinyin Fú Xī), mythischer Urkaiser Chinas (geboren 3322 v. Chr.).
- Krishna (18. Juli 3228 v. Chr. bis 17./18. Februar 3102 v. Chr.)

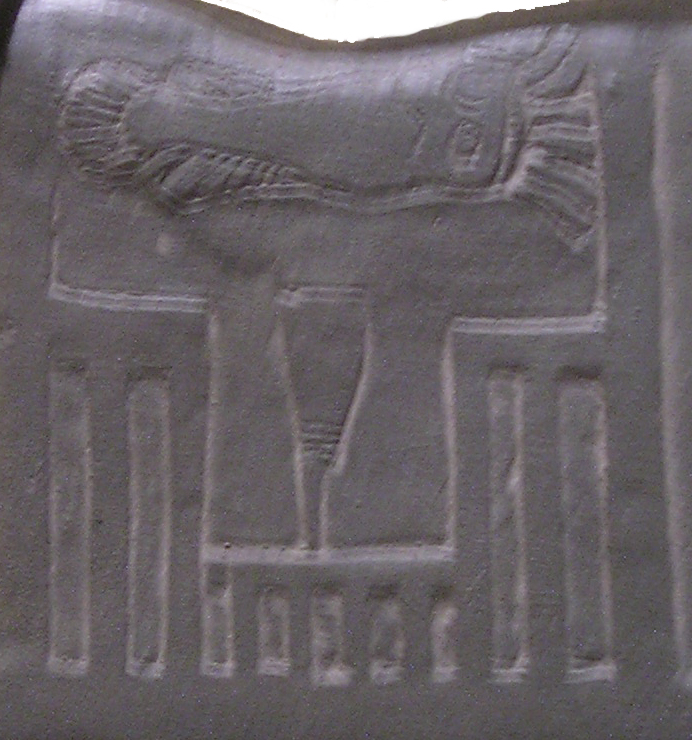
Serech des Narmer

- Erste, zum Teil nicht sicher belegte, Herrscher Altägyptens:
  - 00. Dynastie:
    - Pen-abu (um 3300 v. Chr.)
    - Stier (um 3250 v. Chr.)
    - Skorpion I. (um 3250 v. Chr.)

  - 0. Dynastie:
    - Hedju-Hor (um 3200/3150 v. Chr.)
    - Ni-Hor (um 3220 bis 3175 v. Chr.)
    - Doppelfalke (um 3230/3100 v. Chr.)
    - Hat Hor (um 3210/3100 v. Chr.)
    - Krokodil (um 3160/3100 v. Chr.)
    - Skorpion II. (um 3025 v. Chr., aber auch datiert um 3200 oder um 3100 v. Chr.[6])
    - Ka (um 3020 v. Chr., aber auch um 3125 v. Chr.)

  - 1. Dynastie:
    - Narmer (um 3100/3000 v. Chr.[7], aber auch 3185/3150 bis 3125 v. Chr.[8])
    - Hor Aha (3000 bis 2980 v. Chr.[9], auch 3125 bis 3100 v. Chr.)
    - Djer (2980 bis 2960 v. Chr., auch 3100 bis 3055 v. Chr.)
    - Wadji (2960 bis 2930 v. Chr., auch 3055 bis 3050 v. Chr.)
    - Meritneith – Gemahlin von Wadji
    - Den (2930 bis 2910 v. Chr., 3050 bis 2995 v. Chr.)

  - Unterägyptische Kleinkönige:
    - Seka
    - Iucha
    - Tiu
    - Itjiesch
    - Niheb
    - Imichet
    - Wenegbu
    - Wasch

## Erfindungen und Entdeckungen

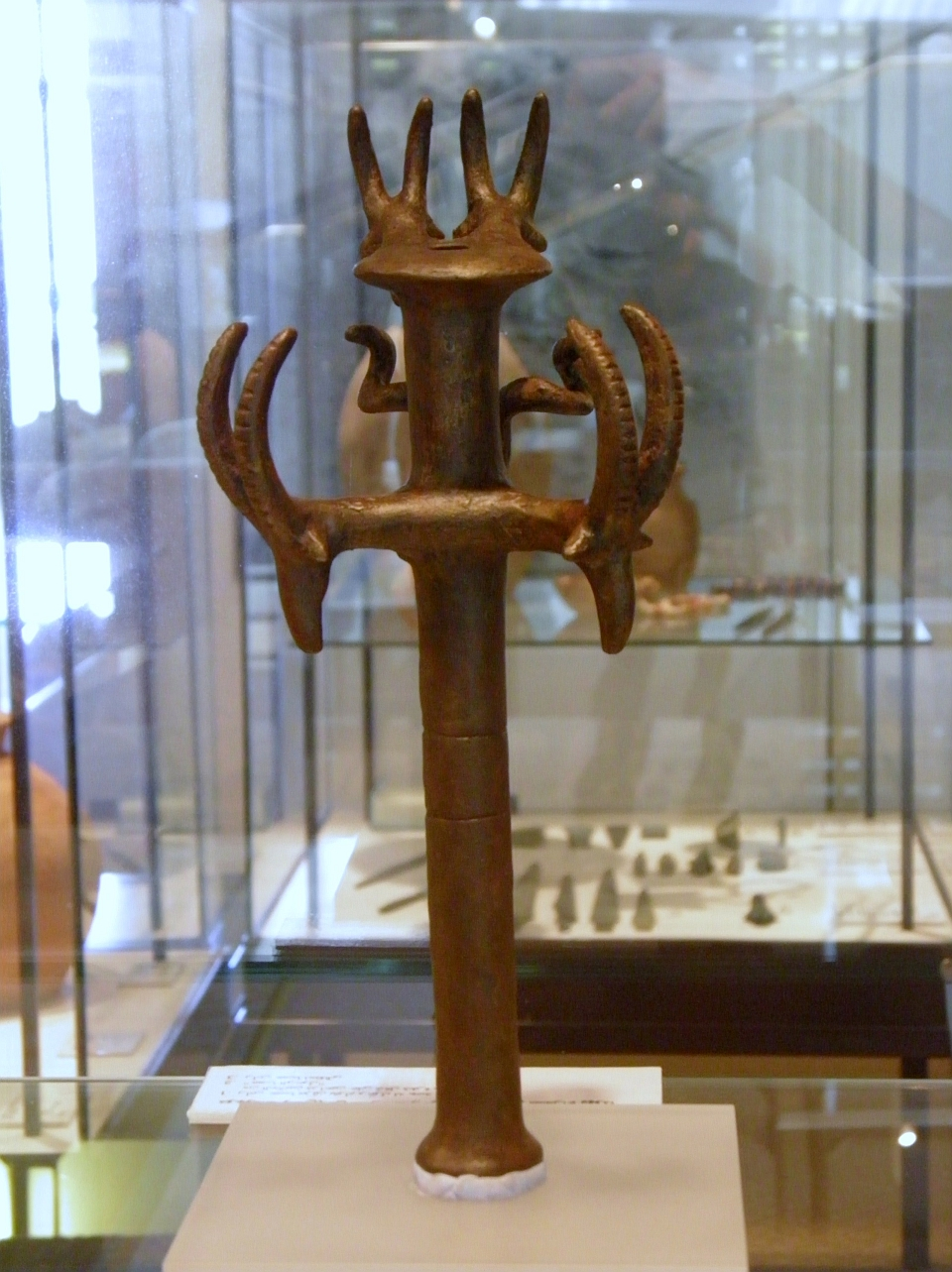
Im Wachsausschmelzverfahren hergestelltes Bronzezepter von Nachal Mischmar, Israel

- Silber war bereits im 4. Jahrtausend v. Chr. als Nebenprodukt der Bleigewinnung bekannt, wie Schlackenhaufen im Ägäisraum und in Kleinasien bezeugen.[10]
- Um 4000 v. Chr.:
  - Domestizierung des Hausesels in Ägypten.
  - Erste Nutzung des Rades für Transportmittel.
  - In Ägypten und in Mesopotamien wird Flachs (Leinen) angebaut und systematisch verarbeitet.[11][12] Es ist möglich, dass die Leinenverarbeitung schon im 5. Jahrtausend v. Chr. stattfand.
- 38. Jahrhundert v. Chr.:
  - Erfindung der Pinselmalerei in China.
- 3700/3500 v. Chr.: Schatzfund von Nachal Mischmar in Israel, erstmalige Anwendung des Wachsausschmelzverfahrens.
- Ab 3500 v. Chr.: Bekanntwerden des Metalls Zinn, wie Bronzefunde der Kura-Araxes-Kultur im Südkaukasus bekunden. Im südtürkischen Taurusgebirge, wo auch Zinnerz abgebaut worden sein könnte, wurden das Bergwerk Kestel und die Verarbeitungsstätte Göltepe entdeckt und auf etwa 3000 v. Chr. datiert. Ob es sich hier um die Quelle des großen vorderasiatischen Zinnverbrauches handelte, bleibt vorläufig offen.
- Um 3300 v. Chr.: Die Sumerer führen das Sexagesimalsystem ein.
- Ab etwa 3200 v. Chr.:
  - Entwicklung der Schrift in Sumer (Keilschrift) und Ägypten (Hieroglyphen).
  - Domestizierung des Haushuhns in Indien.
- Um 3100 v. Chr.:
  - Zahlschrift in Mesopotamien und etwas später in Ägypten (um 3000 v. Chr.)

## Kulturen
- Ägypten:

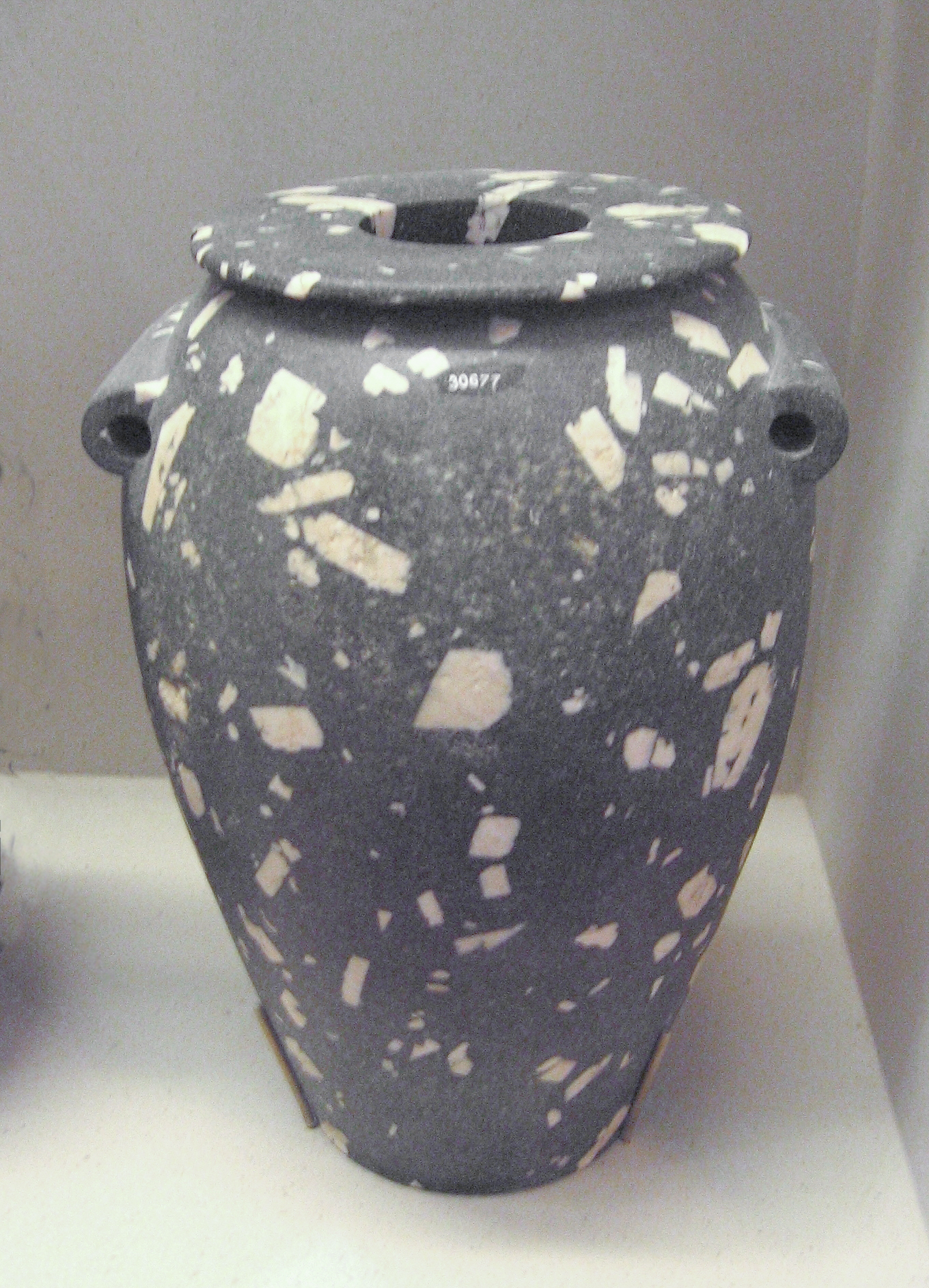
Dioritvase der Periode Naqada II

  - Naqada I (4500 bis 3500 v. Chr.).
  - Naqada II (3500 bis v. Chr. bis 3200 v. Chr.).
  - Naqada III (3200 bis 3000 v. Chr.).
  - 1. Dynastie (ab 3080 v. Chr. bis 2925 v. Chr.).
  - Maadi-Kultur in Unterägypten (4000 bis 3500 v. Chr.).
- Nubien:
  - Um 3200 v. Chr. entsteht eine organisierte Gesellschaft, die jedoch bis 2600 v. Chr. ein Vasall Oberägyptens bleibt.
  - A-Gruppe (3800 bis 3100 v. Chr.).
- Israel:
  - Ghassulien-Kultur (4500 bis 3500 v. Chr.)
- Mesopotamien (Sumer):

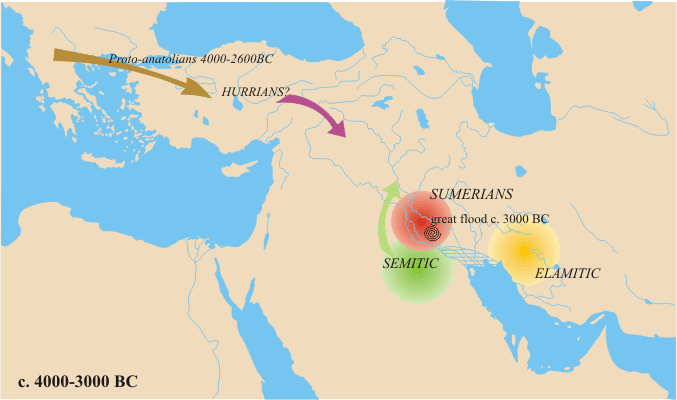
Mesopotamien 4000-3000 v. Chr.

- - Obed-Zeit (5500 bis 3500 v. Chr.) – Obed IV (um 3900/3800 v. Chr.)
  - Frühe Uruk-Zeit (4200 bis 3800 v. Chr.) – Uruk XII bis Uruk IX bzw. LC-2.
  - Mittlere Uruk-Zeit (3800 bis 3400 v. Chr.) – Uruk VIII bis Uruk VI.
  - Späturuk-Zeit (3400 bis 3100/3000 v. Chr.) – Uruk V bis Uruk IV.
  - Dschemdet-Nasr-Zeit (3100 bis 2900 v. Chr.) – Uruk III.
- Irak:
  - Ninive – Ninive-3 und Ninive-4.
  - Tappa Gaura – Tappa Gaura 13 bis Tappa Gaura 9.
- Syrien:
  - Tell Brak (6000 bis 1360 v. Chr.).
    - Massengräber (3800 bis 3600 v. Chr.).
    - Augentempel (3500 bis 3300 v. Chr.).

  - Tell Chuera (5000 bis 1200 v. Chr.).
  - Tell Hamoukar (4500 bis 2000 v. Chr.). Zerstörung und kriegerische Auseinandersetzungen um 3500 v. Chr.
  - Habuba Kabira (3500 bis 3300 v. Chr.) – wahrscheinlich ein Handelsposten von Uruk.
- Türkei:
  - Amuq – Amuq E und Amuq F.
  - Malatya (ab 3500 v. Chr.) – Malatya 7 und Malatya 6 A.
  - Mersin – Mersin 15 bis Mersin 13.

- Iran:

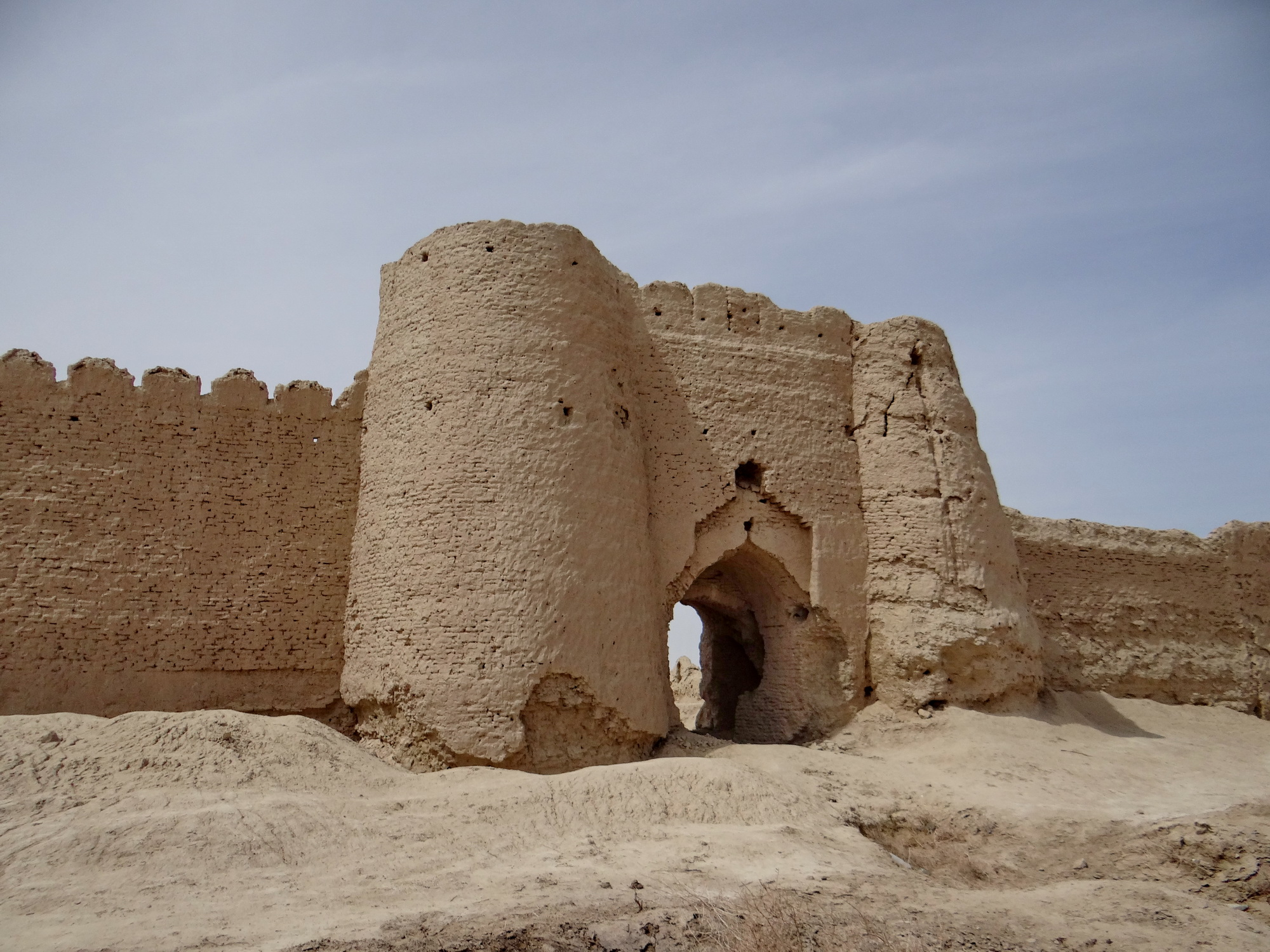
Stadttor von Schahr-e Suchte

- Dschiroft-Kultur (4000 bis 1000 v. Chr.).
  - Tappe Sialk III (5. und Beginn 4. Jahrtausend v. Chr.)
  - Godin Tepe V (3500 bis 3200 v. Chr.).
  - Tappe Sialk IV (3500 bis 3000 v. Chr.).
  - Schahr-e Suchte I (3200 bis 2800 v. Chr.).
  - Proto-Elamiter (3200 bis 2700 v. Chr.).
    - Tepe Yahya VI (4500 bis 3800 v. Chr.).
    - Tepe Yahya V (3800 bis 3400 v. Chr.).
    - Tepe Yahya IV C (3400 bis 3000 v. Chr.), protoelamisch.
    - Susa I (4200 bis 3800 v. Chr.).
    - Susa II (3800 bis 3100 v. Chr.).
    - Susa III (3100 bis 2900 v. Chr.).
- Industal:
  - Amri-Kultur (4. und 3. Jahrtausend v. Chr.).
    - Amri I (3600 bis 2750 v. Chr.).

  - Indus-Kultur:
    - Kalibangan I (3500 bis 2800 v. Chr.).
    - Kot Diji (3400 bis 2650 v. Chr.).
    - Harappa I, Ravi-Aspekt der Hakra-Phase (3300 bis 2800 v. Chr.).

- Belutschistan:
  - Mehrgarh:

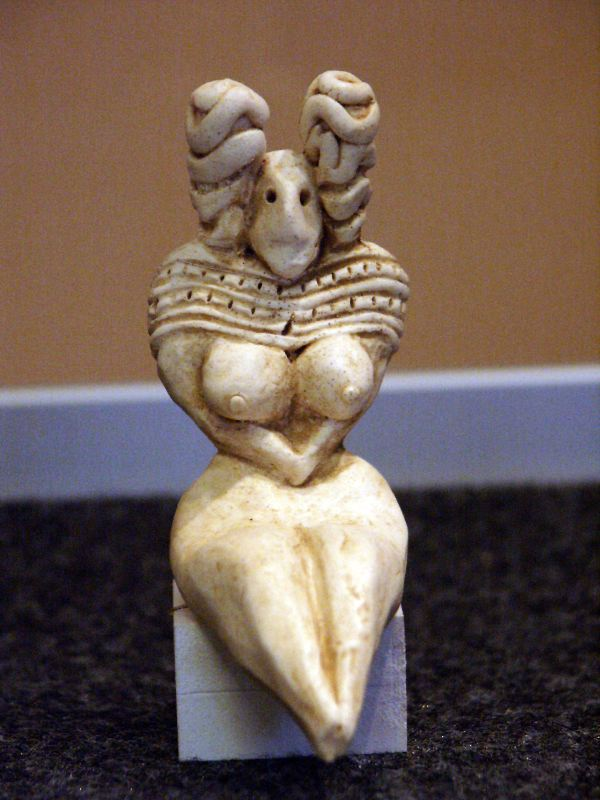
Frauenstatuette aus Mehrgarh

    - Periode III (4800 bis 3500 v. Chr.).
    - Periode IV (3500 bis 3250/3200 v. Chr.).
    - Periode V (3250/3200 bis 3000 v. Chr.).

  - Nal-Kultur (3800 bis 2200 v. Chr.).
- Afghanistan:
  - Mundigak (3000 bis 1000 v. Chr.).
- China:
  - Dadiwan-Kultur (5800 bis 3000 v. Chr.), oberer Gelber Fluss.
  - Yangshao-Kultur (5000 bis 2000 v. Chr.), mit Hirseanbau, Seidenherstellung und Keramik in Zentral- und Nordchina.
  - Hongshan-Kultur (4700 bis 2900 v. Chr.), Nordostchina.
  - Daxi-Kultur (4400 bis 3300 v. Chr.), mittlerer Jangtsekiang.
  - Dawenkou-Kultur (4100 bis 2600 v. Chr.), mit feiner Keramik, Ackerbau, Viehzucht und Fischfang entlang Gelbem Meer.
  - Beiyinyangying-Kultur (4000 bis 3000 v. Chr.) am unteren Jangtsekiang.
  - Songze-Kultur (3900 bis 3200 v. Chr.), unterer Jangtsekiang.
  - Miaozigou-Kultur (3500 bis 3000 v. Chr.), Innere Mongolei.
  - Yingpu-Kultur (3500 bis 2000 v. Chr.) in Taiwan.
  - Liangzhu-Kultur (3400/3300 bis 2200 v. Chr.) in Südostchina.
  - Nuomuhong-Kultur (3300 bis 2900 v. Chr.), Qaidam-Becken.
  - Longshan-Kultur (3200 bis 1850 v. Chr.) mit Seidenherstellung und Keramik am mittleren und unteren Gelben Fluss.
  - Kharro-Kultur (3200 bis 2000 v. Chr.) in China und Tibet.
- Vietnam:
  - Đa-Bút-Kultur (4000 bis 1700 v. Chr.).

- Korea:

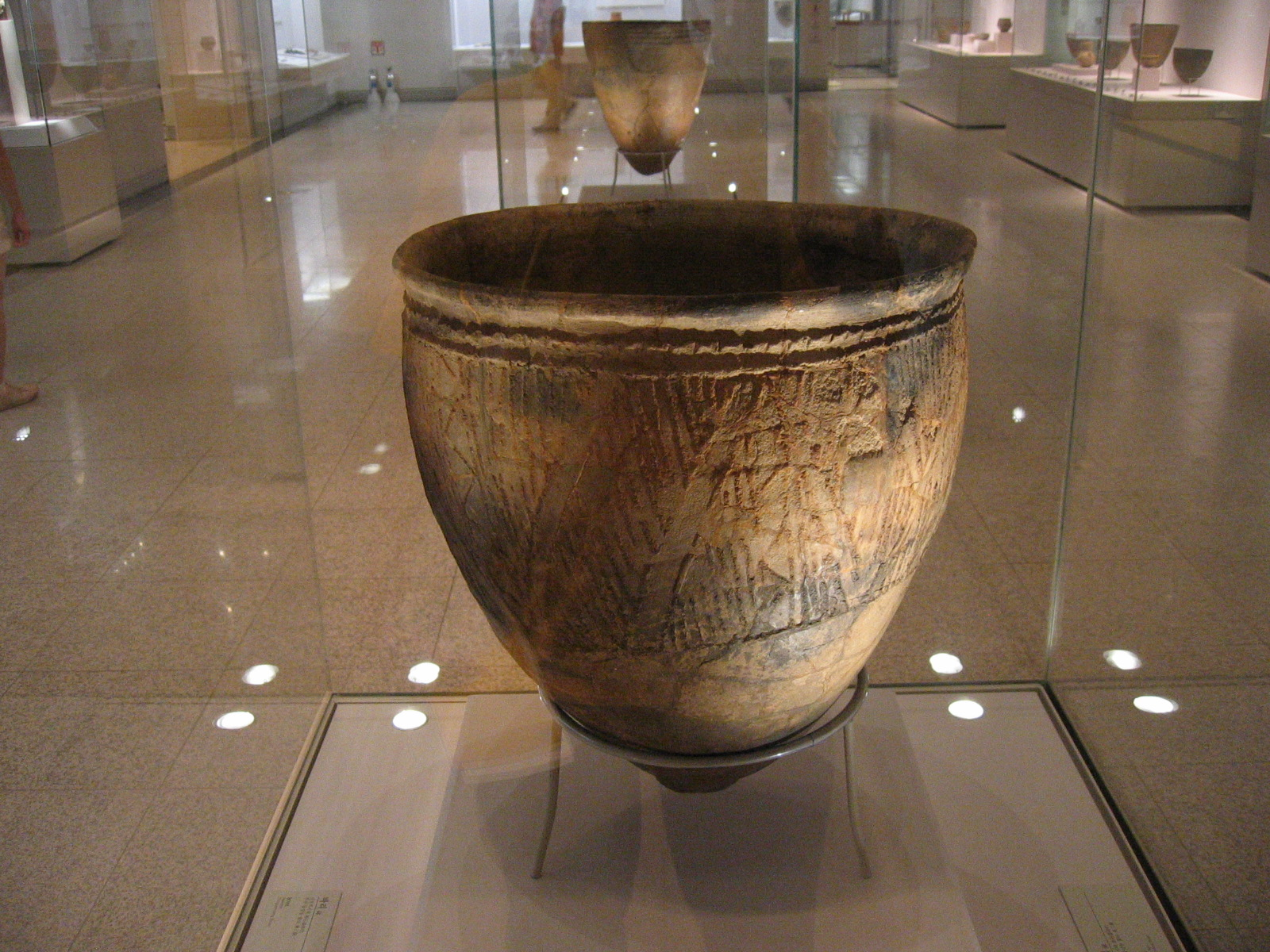
Keramik aus der Mittleren Jeulmun-Zeit, Korea, 3500 v. Chr.

  - Frühe Jeulmun-Zeit (6000 bis 3500 v. Chr.).
  - Mittlere Jeulmun-Zeit (3500 bis 2000 v. Chr.), mit Hirseanbau ab 3100 v. Chr.
- Japan:
  - Frühe Jōmon-Zeit (Jōmon III – 4000 bis 3000/2500 v. Chr.), erste größere Siedlungen.
- Sibirien:
  - Jekaterininka-Kultur (4300 bis 3700 v. Chr.), Südwestsibirien.
  - Afanassjewo-Kultur im Süden Sibiriens (3500 bis 2500 v. Chr.).
  - Glaskowo-Kultur (3200 bis 2400 v. Chr.).
- Kasachstan und Osteuropa (Russland, Ukraine):
  - Kurgan-Kulturen (5000 bis 3000 v. Chr.): Sredny-Stog-Kultur (4500 bis 3500 v. Chr.) nördlich des Asowschen Meeres.

- Kasachstan:

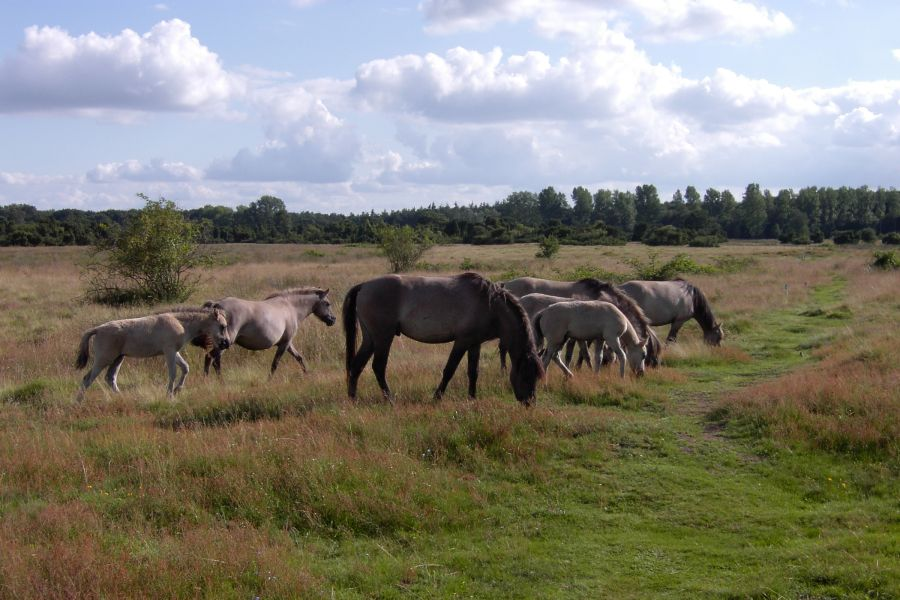
Rückgezüchtete Tarpane in Haselünne

  - Botai-Kultur (3700 bis 3100 v. Chr.). Erstmalige Domestikation des Wildpferds.
- Russland, Ukraine:
  - Jamnaja-Kultur (3600 bis 2300 v. Chr.).
  - Fatjanowo-Kultur (3200 bis 2300 v. Chr. nach Anthony).[13]
  - Kura-Araxes-Kultur (3500/3000 bis 2000/1900 v. Chr.) im Kaukasus.
- Rumänien, Moldawien, Ukraine:
  - Usatovo-Kultur (3300 bis 3200 v. Chr.).
  - Esero-Kultur (3300 bis 2700/2500 v. Chr.) im östlichen Balkan.
- Osteuropa:
  - Die Lengyel-Kultur (4900 bis 3950 v. Chr.) mit der Jordansmühler Kultur (4300 bis 3900 v. Chr.) in Polen und Tschechien verschwindet zu Beginn des Jahrtausends.
- Nordosteuropa:
  - Memel-Kultur (7000 bis 3000 v. Chr.).
  - Narva-Kultur (5300 bis 1750 v. Chr.).
  - Rzucewo-Kultur (5300 bis 1750 v. Chr.) im Baltikum und in Polen.
  - Grübchenkeramische Kultur (4200 bis 2000 v. Chr. – Radiokarbonmethode: 5600 bis 2300 v. Chr.).

- Südosteuropa:

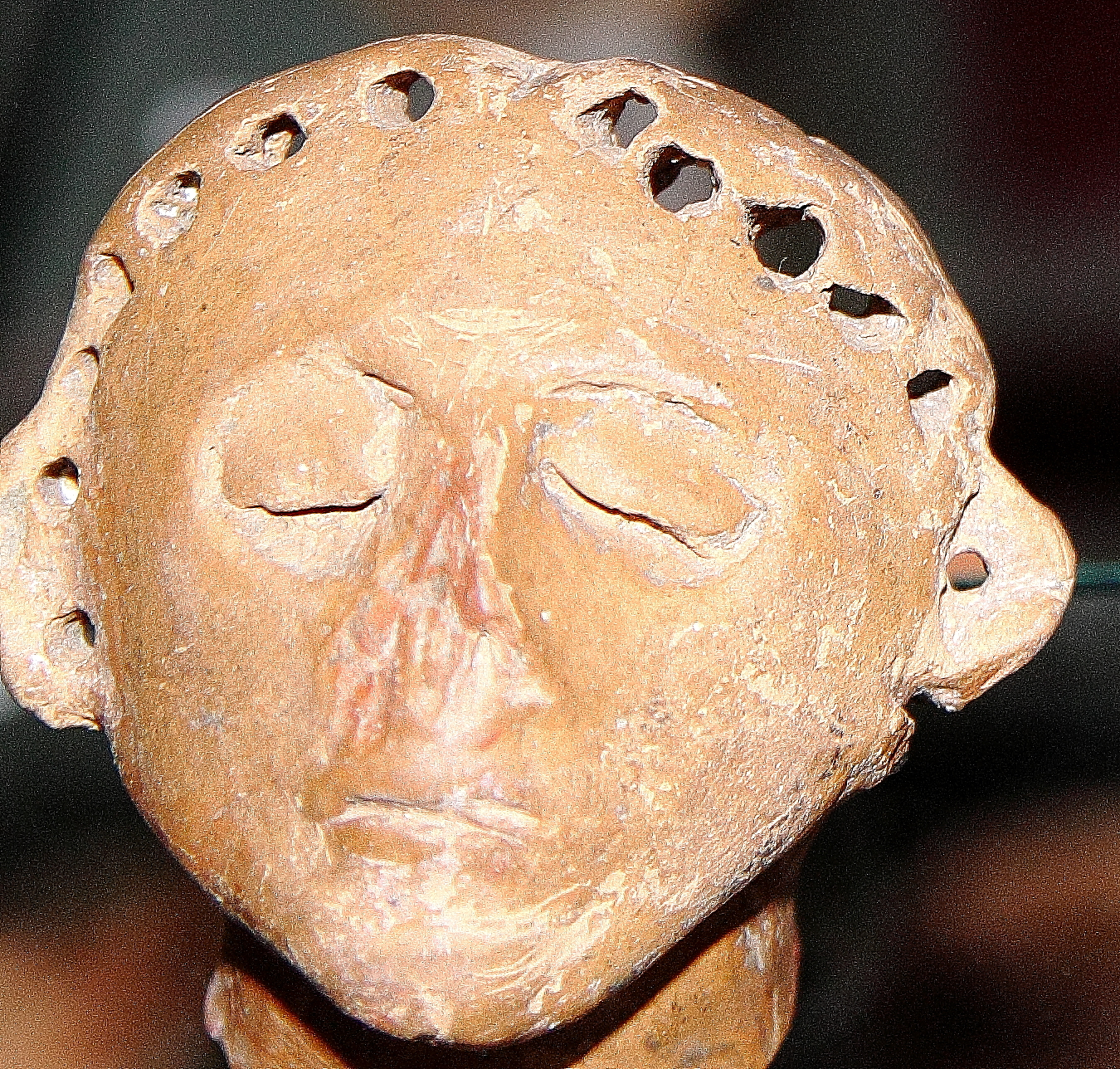
Anthropomorphe Figurine der Cucuteni-Kultur, Spätphase

  - Donauzivilisation (5000 bis 3500 v. Chr.).
  - Boian-Kultur in Rumänien und Bulgarien (4300 bis 3500 v. Chr.) – Phase IV – Spanţov Phase – 4000 bis 3500 v. Chr.
  - Cucuteni-Kultur (4800 bis 3200 v. Chr.):
    - Cucuteni, Phase B bzw. Tripolje, Phase B2/C1 (4000 bis 3500 v. Chr.).
    - Tripolje Phase C2 (3500 bis 3200 v. Chr.).

  - Gumelniţa-Kultur (4700 bis 3700 v. Chr.):
    - Phase Gumelniţa A2 (4500 bis 3950 v. Chr.).
    - Phase Gumelniţa B1 und B2 (3950 bis 3700 v. Chr.).

  - Cernavodă-Kultur (4000 bis 3200 v. Chr.) in Rumänien, Moldawien, Ukraine.
  - Coţofeni-Kultur (3500 bis 2500 v. Chr.) in Rumänien.
  - Griechenland – Kykladenkultur (3200 bis 1100 v. Chr.), Frühkykladische Phase.
  - Kreta – frühminoische Vorpalastzeit gemäß Warren und Hankey (1989) – FM I (3650/3500 bis 3000 v. Chr.).[14] Laut Manning (1995) liegt der Beginn des FM I jedoch wesentlich später, nämlich bei 3100/3000 v. Chr.;[15] in der niedrigen und in der hohen Datierung erfolgt er bei 3300 v. Chr.
  - Vučedol-Kultur (3000 bis 2200 v. Chr.) in Kroatien, Bosnien, Slowenien, Serbien, Ungarn und Österreich.
- Westeuropa:
  - Chassey-Lagozza-Cortaillod-Kultur (4600 bis 2400 v. Chr.).
  - Kultur der Unstan Ware (3600/3500 bis 3200 v. Chr.) in Schottland.
  - Kultur der Grooved Ware in Großbritannien und Irland (3400 bis 2000 v. Chr.).
    - Skara Brae auf den Orkney-Inseln (um 3180 v. Chr. bis 2500 v. Chr.).

  - Peterborough Ware (3400 bis 2500 v. Chr.) in Großbritannien.
  - Megalithkulturen:
    - Frankreich (4700 bis 2000 v. Chr.).
    - Iberische Halbinsel:
      - Spanien (4000 bis 2000 v. Chr.).
      - Portugal (erst ab 3200 v. Chr.).

    - Sardinien: Ozieri-Kultur (4000 bis 3200 v. Chr.).
    - Malta:
      - Żebbuġ-Phase (4100 bis 3800 v. Chr.).
      - Mġarr-Phase (3800 bis 3600 v. Chr.).
      - Ġgantija-Phase der Tempelperiode (3600 bis 3300/3000 v. Chr.).
      - Saflieni-Phase (3300 bis 3000 v. Chr.) – Nordtempel von Ħaġar Qim (3600 bis 3000 v. Chr.) mit solaren und lunaren Ausrichtungen, Tempel von Tarxien (3250 bis 3000 v. Chr.).

    - Almeríakultur in Südspanien (ab 3500/3400 bis 2400/2000 v. Chr.).[16]
    - England: In Stonehenge 1 wird der Erdwall um 3100 v. Chr. ausgehoben.

- Mitteleuropa:

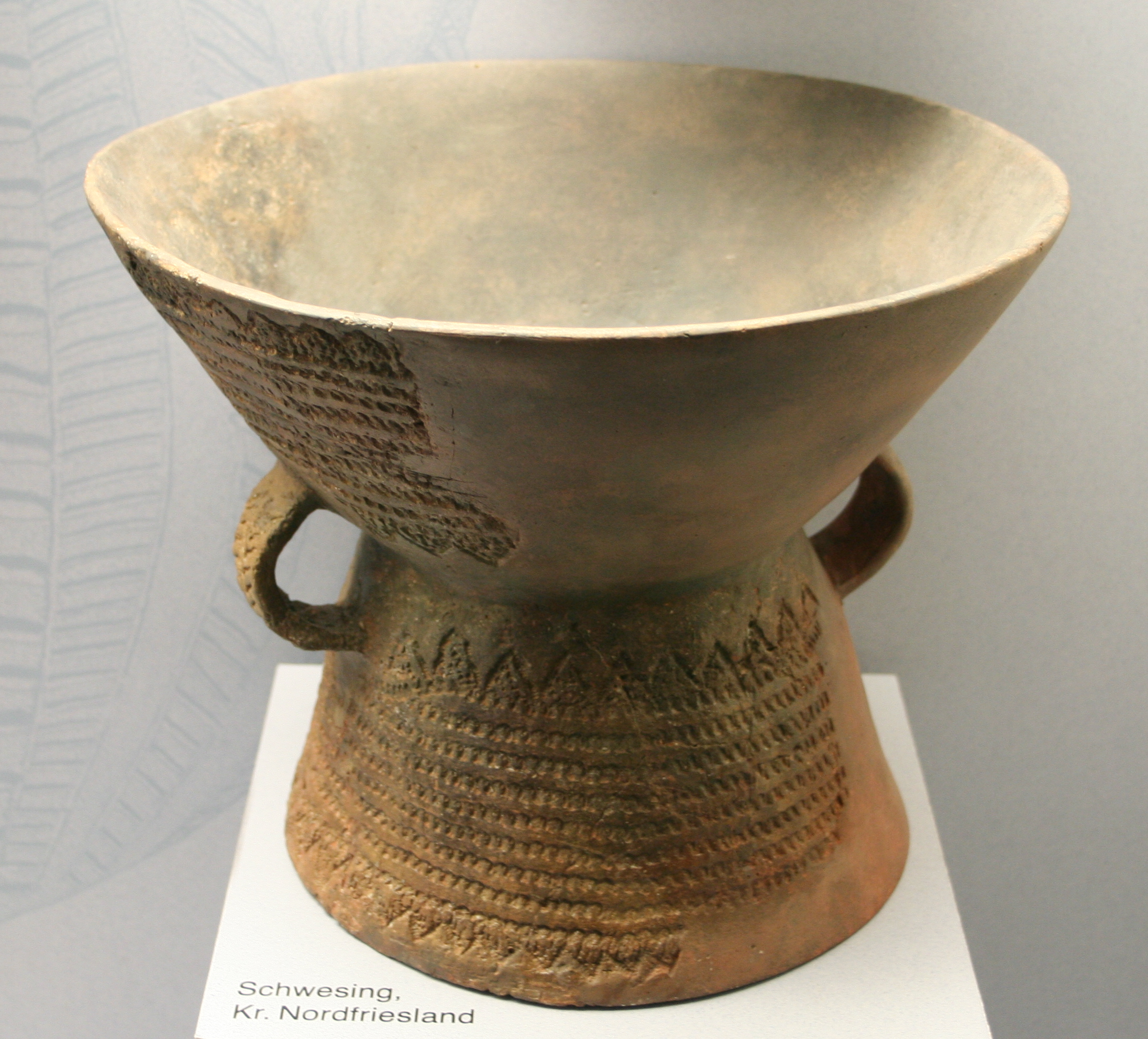
Keramik der Trichterbecherkultur

  - Michelsberger Kultur (4400 bis 3500 v. Chr.) in Frankreich und in Südwestdeutschland.
  - Gaterslebener Kultur (4300 bis 3900 v. Chr.).
  - Trichterbecherkultur (nördliches Mitteleuropa) (4200 bis 2800 v. Chr.).
    - Wangels-Phase (4200 bis 3900 v. Chr.).
    - Siggeneben-Phase (3900 bis 3700 v. Chr.).
    - Satruper Stufe (3700 bis 3500 v. Chr.).
    - Fuchsbergstufe (3500 bis 3300 v. Chr.).
    - Nordisches Mittelneolithikum MN A I bis MN A V (3300 bis 2800 v. Chr.) – megalithisch.

  - Pfyner Kultur (3900 bis 3500 v. Chr.) im Alpenvorland.
  - Altheimer Gruppe – Bayern (3800 bis 3400/3300 v. Chr.).
  - Baalberger Kultur (3800 bis 3400 v. Chr.).
  - Mondseekultur – Salzkammergut (3770 bis 3200 v. Chr.).
  - Badener Kultur – Mittlerer Donauraum – Früheste Boleraz (3517 bis 3373 v. Chr.).
  - Horgener Kultur (3500 bis 2800 v. Chr.) in der Schweiz und in Südwestdeutschland.
  - Chamer Kultur – Bayern, Tschechien, Österreich (3500 bis 2700 v. Chr.).
  - Wartberg-Kultur in Nordhessen (3500 bis 2800 v. Chr.).
  - Salzmünder Kultur (3400 bis 3000 v. Chr.) in Deutschland.
  - Remedello-Kultur (3400 bis 2400 v. Chr.) in Norditalien.
  - Vlaardingen-Kultur (3350 bis 1950 v. Chr.) in den Niederlanden.
  - Walternienburg-Bernburger Kultur (3200 bis 2800 v. Chr.).
  - Havelländische Kultur (3200 bis 2800 v. Chr.) in Ostdeutschland.
  - Gaudo-Kultur (3150 bis 2300 v. Chr.) in Süditalien.
  - Kugelamphoren-Kultur (3100 bis 2700 v. Chr.) (reichte bis in die Ukraine).
  - Seine-Oise-Marne-Kultur (3100 bis 20000 v. Chr.) in Nordfrankreich und Belgien.
- Nordeuropa:
  - Bootaxtkultur (4200 bis 2000 v. Chr.) in Skandinavien und im Baltikum.
- Nord- und Mesoamerika:
  - Archaische Periode. Ab 4000 v. Chr. Errichtung von Mounds in den östlichen Waldgebieten.

- Südamerika:

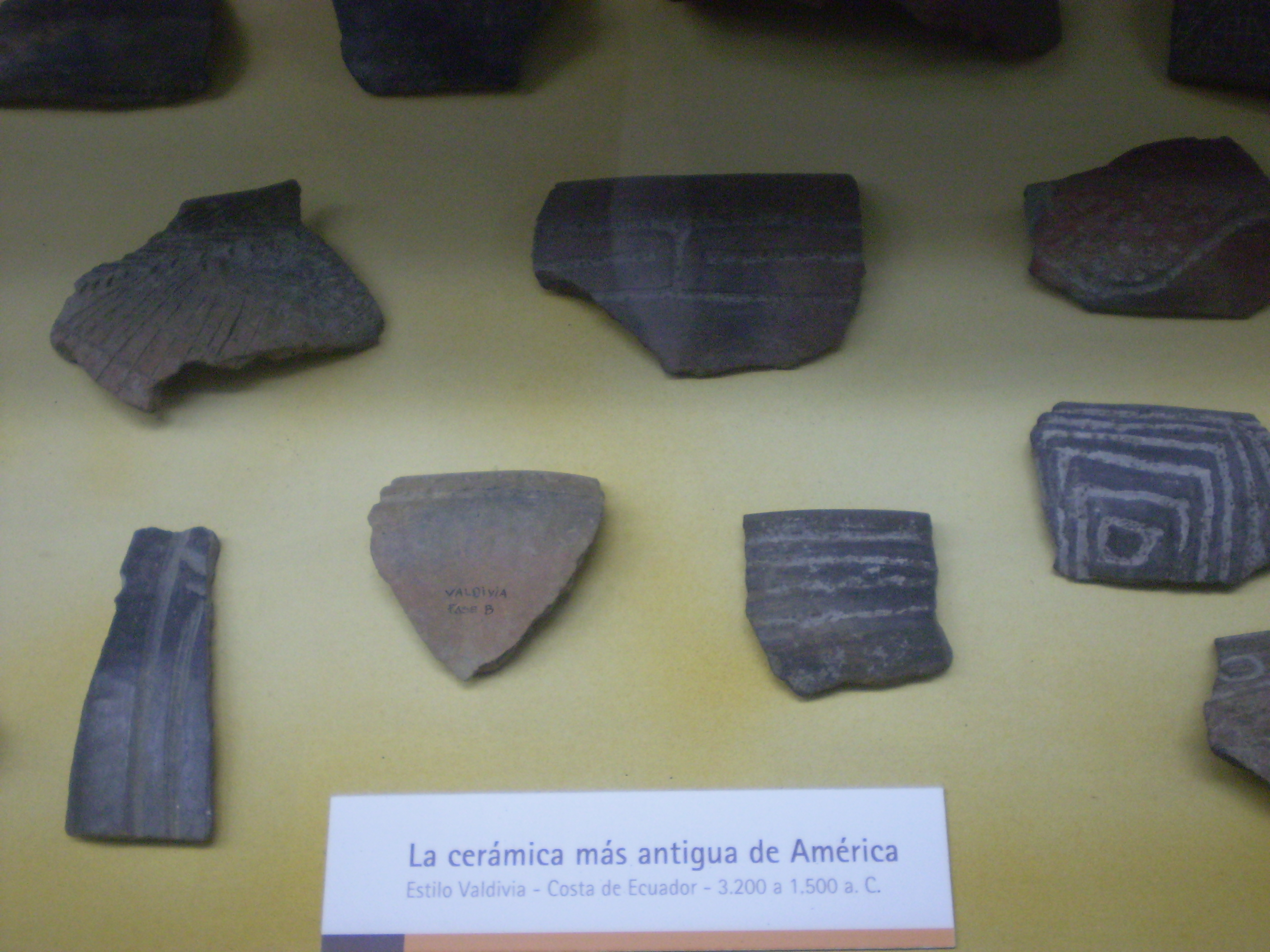
Keramikreste der Valdivia-Kultur, ab 3200 v. Chr.

  - Ecuador: Valdivia-Kultur (3950 bis 1750 v. Chr.).
  - Peru: Norte-Chico-Kultur (3500 bis 1800 v. Chr.).
  - Kolumbien: San-Agustín-Kultur (3300 v. Chr. bis 1550 n. Chr.).